# 恩巴河
46°37′42″N 53°19′02″E / 46.62833°N 53.31722°E
恩巴河是哈薩克斯坦的河流，位於該國西部阿克托貝州，河道全長712公里，流域面積40,400平方公里，發源自穆戈賈雷山，最終注入裡海。

## 外部連結
- https://books.google.com/books?id=fvqYSoRvAI4C&q=Emba+River&pg=PA174 （页面存档备份，存于）
- https://web.archive.org/web/20130909234700/
- http://www.historylost.ru/articles/history/740-krovavye-strojki-veka.html （页面存档备份，存于）